# Рочестер (Вашингтон)
Рочестер (англ. Rochester) — переписна місцевість (CDP) в США, в окрузі Тюрстон штату Вашингтон. Населення — 6064 особи (2020).

## Географія
Рочестер розташований за координатами 46°49′44″ пн. ш. 123°4′20″ зх. д. / 46.82889° пн. ш. 123.07222° зх. д. (46.828799, -123.072171).  За даними Бюро перепису населення США в 2010 році переписна місцевість мала площу 6,04 км², уся площа — суходіл.

## Демографія
Згідно з переписом 2010 року, у переписній місцевості мешкало 2388 осіб у 869 домогосподарствах у складі 648 родин. Густота населення становила 396 осіб/км².  Було 910 помешкань (151/км²).
Расовий склад населення:
| - 84,7 % — білих - 2,9 % — корінних американців - 1,3 % — азіатів - 0,6 % — чорних або афроамериканців - 7,2 % — осіб інших рас |

До двох чи більше рас належало 3,2 %. Частка іспаномовних становила 11,7 % від усіх жителів.
За віковим діапазоном населення розподілялося таким чином: 27,0 % — особи молодші 18 років, 63,3 % — особи у віці 18—64 років, 9,7 % — особи у віці 65 років та старші. Медіана віку мешканця становила 37,9 року. На 100 осіб жіночої статі у переписній місцевості припадало 103,4 чоловіків;  на 100 жінок у віці від 18 років та старших — 100,2 чоловіків також старших 18 років.
Середній дохід на одне домашнє господарство  становив 72 980 доларів США (медіана — 59 409), а середній дохід на одну сім'ю — 76 525 доларів (медіана — 56 733). Медіана доходів становила 59 191 долар для чоловіків та 50 256 доларів для жінок. За межею бідності перебувало 11,7 % осіб, у тому числі 26,3 % дітей у віці до 18 років та 0,0 % осіб у віці 65 років та старших.
Цивільне працевлаштоване населення становило 1230 осіб. Основні галузі зайнятості: освіта, охорона здоров'я та соціальна допомога — 22,0 %, публічна адміністрація — 19,1 %, роздрібна торгівля — 14,6 %, мистецтво, розваги та відпочинок — 12,9 %.